# Ginevra di Scozia
Ginevra di Scozia ist eine Oper (Originalbezeichnung: „Dramma serio eroico“) in zwei Akten des deutschen Komponisten Johann Simon Mayr, die für die Eröffnung des Teatro Nuovo, dem heutigen Teatro lirico Giuseppe Verdi in Triest am 21. April 1801 geschrieben wurde. Das Libretto von Gaetano Rossi basiert auf einer Episode aus Ludovico Ariostos Epos Orlando furioso (1516) sowie auf Antonio Salvis Libretto zum Dramma per musica Ginevra principessa di Scozia von Giacomo Antonio Perti (1708).

## Inhalt
Die Oper spielt in St. Andrews Schottland in einer sagenhaften Zeit. Thema der Oper ist eine verwickelte Liebesgeschichte zwischen den vier Hauptpersonen, die wegen vielfältiger Intrigen beinahe nicht zueinanderkommen. Am Ende der Oper finden sich die Paare und den Schuldigen wird vergeben.
Im Textbuch der Münchener Aufführung von 1818 ist die Handlung folgendermaßen wiedergegeben:

„Ginevra, die Tochter des Königs von Schottland, ward von einem italienischen Ritter Namens Ariodante geliebt, und lohnte seine Liebe mit der zärtlichsten Gegenliebe. Während Ariodante muthig im Felde für den König der Schotten stritt, suchte Polinesso, Großconstabel des Reichs, Ginevra’s Herz für sich zu gewinnen; allein seine Bemühungen waren fruchtlos. Ariodante kehrt siegreich zurück, und Polinesso mußte erfahren, daß das Glück der Waffen seinem Nebenbuhler eben so hold war, als das Glück der Liebe. Eifersucht und Rache gaben ihm das schändlichste Mittel an die Hand, beide Liebende ins Verderben zu stürzen. Er beredete nämlich Dalinden, eines der Hoffräulein der Prinzessin, unter dem Vorwande, sie mit seiner Liebe zu beglücken, ihm des Nachts eine Zusammenkunft in der Prinzessin Zimmer zu gewähren; machte aber dabei die ausdrückliche Bedingung, Dalinda müsse in Ginevra’s Kleidern auf dem Balkon erscheinen, und ihm in diesen die Strickleiter herabwerfen, mittelst welcher er zu ihr zu gelangen im Stande sey. Durch seine Veranstaltung traf es sich, daß Ariodante ungesehener Zeuge dieses trügerischen Auftritts war; da er die Untreue seiner Ginevra nunmehr erwiesen glaubte, stürzte er sich im Uebermaaß seines Schmerzens in den Strom, ward aber durch die Einsiedler am jenseitigen Ufer wieder gerettet. Bald darauf erfuhr er von denselben, daß Ginevra der Buhlerei angeklagt sey, und sterben müsse, wenn sich nicht ein tapfrer Ritter entschlösse, im Kampf auf Leben und Tod ihre Unschuld zu beweisen. Ariodante beschließt, der Retter seiner geliebten Ginevra zu werden, besiegt ihren Ankläger Polinesso, und dieser gesteht reuevoll seine That. Der König verzeiht ihm auf Ariodante’s Zureden, und ertheilt diesem tapfern Ritter zum Lohn die Hand seiner geliebten Tochter.“

## Gestaltung

### Instrumentation
Die Orchesterbesetzung der Oper enthält die folgenden Instrumente:
- Holzbläser: zwei Flöten, zwei Oboen, Englischhorn, zwei Klarinetten, zwei Fagotte
- Blechbläser: zwei Hörner, zwei Trompeten
- Pauken
- Harfe
- Streicher
- Basso continuo
- Bühnenmusik hinter der Szene: zwei Oboen, zwei Fagotte, zwei Trompeten

### Musiknummern
Die Oper enthält die folgenden Musiknummern:
- Sinfonia

Erster Akt
- Nr. 1. Introduktion: „Deh! proteggi, o ciel clemente“ (Szene 1)
- Nr. 2. Chor und Cavatine (Ginevra): „S'apra alla gioia“ (Szene 1)
- Nr. 3. Szene und Cavatine (Polinesso): „Quale m'affanna, e opprime“ (Szene 4)
- Nr. 4. Marsch: „Figlia, gioisci: il vincitor fra poco“ (Szene 6)
- Nr. 5. Szene, Chor und Cavatine (Ariodante)
- Nr. 6. Arie (Lurcanio): „Ah! Dov'è quell'alma audace“ (Szene 8)
- Nr. 7. Duett (Ariodante/Polinesso): „Vieni: colà ti attendo“ (Szene 9)
- Nr. 8. Arie (Vafrino): „Tremo agitato, e peno“ (Szene 10)
- Nr. 9. Szene und Arie (Ariodante): „Già l'ombre sue notte distese“ (Szene 11)
- Nr. 10. Szene und Arie (Polinesso): „Ah misero fratello!“ (Szene 14)
- Nr. 11. Finale I: „Sgombra, o cielo! dal mio seno“ (Szene 16)

Zweiter Akt
- Nr. 12. Arie (Dalinda): „Tu vedi in me la vittima“ (Szene 2)
- Nr. 13. Szene der Einsiedler: „Ove son io?… Dove m'inoltro!“ (Szene 3)
- Nr. 14. Arie (König): „Tu mi trafiggi ingrato!“ (Szene 5)
- Nr. 15. Szene und Rondo (Ginevra): „Infelice Ginevra! in qual cadesti“ (Szene 7)
- Nr. 16. Chor, Szene und Arie (Polinesso): „Il sole all'occaso“ (Szene 9)
- Nr. 17. Quintett: „Io la difendo. In campo scenda“ (Szene 11)
- Nr. 18. Duett (Ginevra/Ariodante): „Per pietà! Deh! Non lasciarmi“ (Szene 12)
- Nr. 19. Chor: „Oh giorno di spavento“ (Szene 13)
- Nr. 20. Finale (Duettino und Scozzese): „Apri, mia vita, i lumi“ (Szene 15)

## Werkgeschichte
Zur Einweihung des neu erbauten Opernhauses war ein Wettbewerb ausgeschrieben worden, den Rossi und Mayr wegen der in mythischen Zeiten der englischen Geschichte spielenden Oper gewonnen hatten. Das Thema kam der romantischen Englandbegeisterung der Zeit, die sich auch nach Italien ausgebreitet hatte, entgegen. Ursprünglich hätte die Oper schon 1800 aufgeführt werden sollen, aber Verzögerungen in der Fertigstellung des Theaters haben die Aufführung um ein Jahr verzögert.
Bei der Premiere am 21. April 1801 sangen u. a. Pietro Righi (König von Schottland), Teresa Bertinotti (Ginevra), Giacomo David (Polinesso), Luigi Marchesi (Ariodante), Gaetano Bianchi (Lurcanio), Angiola Pirovani-Bianchi (Dalinda), Pietro Righi (Vafrino) und Carlo Borsari (Großeremit Schottlands). Das Bühnenbild stammte von Niccola Pellandi und Giuseppe Camisetta, die Kostüme von Baldassarre Magnani und Luigi Faenza und die Choreographie von Gaspare Ronzi. Anschließend wurde Ginevra di Scozia dreißig Jahre lang häufig aufgeführt, unter anderem in Wien unter der Leitung von Joseph Weigl.

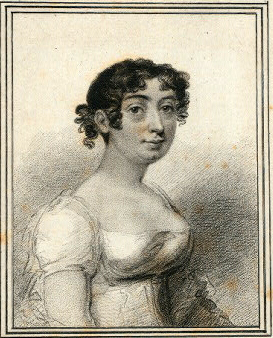
Theresa Bertinotti
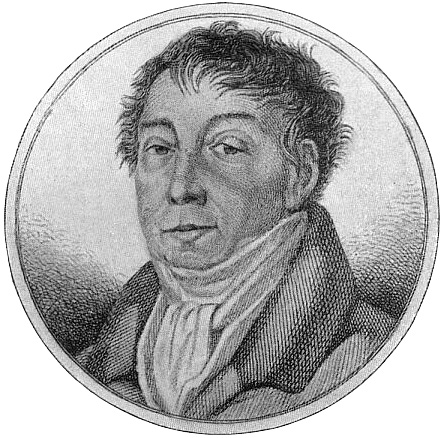
Luigi Marchesi

## Aufnahmen
- April 2001 (live aus Triest, Rekonstruktion von Marco Beghelli): Tiziano Severini (Dirigent), Francesco Torrigiani (Inszenierung), Orchester und Chor des Teatro Lirico „Giuseppe Verdi“ Triest. Luca Grassi (König von Schottland), Elizabeth Vidal (Ginevra), Antonio Siragusa (Polinesso), Daniela Barcellona (Ariodante), Marco Lazzara (Lurcanio), Giuseppina Piunti (Dalinda), Aldo Orsolino (Vafrino), Damiano Locatelli (Großeremit). Opera Rara ORC23 (3 CD).[5]